# Dombeya coria
Dombeya coria är en malvaväxtart som beskrevs av Henri Ernest Baillon. Dombeya coria ingår i släktet Dombeya och familjen malvaväxter. Inga underarter finns listade i Catalogue of Life.